# Йоганн Непомук Гідлер
Йоганн Непомук Гідлер або Гюттлер (нім. Johann Nepomuk Hiedler або Hüttler; 19 березня 1807 — 17 вересня 1888) передбачуваний батько Алоїса Шикльгрубера та дід по батьківській лінії Адольфа Гітлера. Йоганн також був прадідом Гітлера з боку матері